# Помпаж двигателя
Помпа́ж (фр. pompage «колебания, пульсация») — срывной режим работы авиационного турбореактивного двигателя, нарушение газодинамической устойчивости его работы, сопровождающийся микровзрывами в газовоздушном тракте двигателя из-за противотока газов, дымлением выхлопа двигателя, резким падением тяги и мощной вибрацией, которая способна разрушить двигатель. Воздушный поток, обтекающий лопатки рабочего колеса, резко меняет направление, и внутри турбины возникают турбулентные завихрения, а давление на входе компрессора становится равным или бо́льшим, чем на его выходе. В зависимости от типа компрессора помпаж может возникать вследствие мощных срывов потоков воздуха с передних кромок лопаток рабочего колеса и лопаточного диффузора или же срыва потока с лопаток рабочего колеса и спрямляющего аппарата.

## Описание
Возникающие при срыве потока со спинок лопаток вихри неустойчивы и имеют тенденцию к самовозрастанию. Образующаяся вихревая пелена, распространяясь в межлопаточном канале, уменьшает эффективное сечение потока, в результате чего расход воздуха значительно уменьшается. Наступает момент, когда вихри полностью заполняют межлопаточные каналы, подача воздуха компрессором при этом прекращается. В последующее мгновение происходит смывание вихревой пелены, при этом возможен выброс воздуха на вход в компрессор. Повторное и многократное поджатие одной и той же порции воздуха в компрессоре при помпаже приводит к повышению температуры воздуха на входе в компрессор (в результате многократного подвода энергии к одной и той же массе воздуха).
Работа двигателя в режиме помпажа быстро приводит к его разрушению из-за недопустимого повышения температуры газов перед турбиной и потери прочности её лопаток, поэтому при его возникновении двигатель должен быть переведен в режим «малый газ» или отключен — в этих случаях помпаж исчезнет сам собой. Рост температуры газов может достигать нескольких сот градусов в секунду, и время принятия решения экипажем ограничено.
Одним из первых термин «помпаж» по отношению к реактивному двигателю применил академик Б. С. Стечкин в 1946 году.

## Причины возникновения
Помпаж вызывается сильными отклонениями в работе двигателя от расчетных режимов:
- вывод самолета на закритические углы атаки. Известные случаи: 
  - Катастрофа Ту-154 под Учкудуком и другие.
- разрушение и отрыв лопаток рабочего колеса (например, из-за старости);
- попадание в двигатель постороннего предмета (птицы, снега, фрагмента бетонного покрытия ВПП);
- попадание в воздухозаборник пороховых газов при стрельбе из пушек или пусках ракет на боевых самолетах;
- попадание в воздухозаборник продольного вихря.

А также:
- ошибками, допущенными при проектировании или сбоями в работе системы управления двигателя и (или) управляемого воздухозаборника;
- сильным боковым ветром при запуске двигателя на аэродроме (ранние модели двигателей JT9D);
- низким давлением окружающего воздуха при высокой температуре (в жаркую погоду в горах), характерно, например, для двигателя АИ-24.
- помпаж входного устройства может возникнуть на больших сверхзвуковых скоростях полета при значительном увеличении количества воздуха, подводимого к двигателю, по сравнению с расходом воздуха через двигатель, то есть когда пропускная способность диффузора значительно превышает потребности двигателя в расходе воздуха.

## Борьба с помпажем
Основным способом борьбы с помпажем является применение нескольких соосных валов в двигателе, вращающихся независимо друг от друга с различными скоростями вращения. Каждый из валов несет часть компрессора и часть турбины. Первая (от воздухозаборника) часть компрессора (компрессор низкого давления, КНД) соединяется с последней частью турбины (турбина низкого давления). Современные двигатели имеют обычно два или три вала. Валы более высокого давления вращаются с более высокими скоростями, сообщая воздуху высокого давления требуемую кинетическую энергию. Кроме того, предусматривают механизацию компрессора:
- поворотные лопатки направляющего аппарата компрессора (регулируемый направляющий аппарат, РНА), ограничивающие на переходных режимах расход воздуха на входе в компрессор, а в некоторых двигателях (ТВ3-117, НК-8) - обеспечивающие оптимальный угол натекания воздуха на лопатки (улучшая обдувку спинок лопаток, на которых и образуется срыв);
- клапаны перепуска воздуха (КПВ), сбрасывающие избыточное давление на промежуточных ступенях компрессора двигателя, облегчая прохождение воздуха через компрессор на нерасчётных режимах (расчётным режимом считается работа на номинальной мощности).

Практически на всех двигателях антипомпажные меры приняты комбинированно: например, ТВ3-117 имеет лишь один вал (вал свободной турбины, приводящей трансмиссию вертолёта, в работе самого двигателя не участвует), но РНА имеют целых 4 первых ступени компрессора (из 12), а за 7-й ступенью установлен КПВ. На двигателях семейства Д-36 РНА настраиваются и фиксируются при испытаниях двигателя на стенде и в полёте не регулируются, но имеются клапаны перепуска как за КНД, так и за КВД, управляются раздельно.

## Предотвращение помпажа
На современных двигателях предусмотрена противопомпажная автоматика, обеспечивающая автоматическое, без участия экипажа, устранение помпажа путём обнаружения помпажных явлений через измерение давления и пульсаций давления на разных участках газовоздушного тракта; кратковременного (на доли секунды) снижения или прерывания подачи топлива, открытия перепускных заслонок и клапанов, включения аппаратуры зажигания двигателя, восстановления подачи топлива и восстановления режима работы двигателя. Устанавливается сигнализация на приборных досках экипажа и производится запись в бортовых регистраторах параметров полета.
Например, на двигателях Д-36 (двигатель самолётов Ан-72, Ан-74, Як-42), Д-136 (двигатель тяжёлого вертолёта Ми-26), Д-436 (Ан-148, Бе-200) устанавливается сигнализатор помпажа ПС-2-7, по конструкции схожий с вариометром: его контакты замыкаются при большой скорости изменения давления за компрессором и зажигают табло «Помпаж», кроме того, на Ан-72 и Ан-74 режим работы двигателя автоматически снижается до 0,7 номинального, на вертолёте Ми-26 открываются клапаны перепуска воздуха из-за КНД.
На самолёте Ту-22М3 в системе электронного управления двигателями ЭСУД-25 имеется канал АПФ — автоматика помпажа и форсажа, которая в случае появления противотока газов в газовоздушном тракте двигателя (который определяется блоком термопар и штатными датчиками двигателя) автоматически, за время менее 1 с отключает подачу топлива и производит перезапуск двигателя, с зажиганием табло «Помпаж». На взлёте эта автоматика блокируется.
Так, 6 декабря 1997 года на 13-й секунде полёта во время рейса «Руслана» из Иркутска в аэропорт Камрань (Социалистическая Республика Вьетнам) после заправки некачественным керосином попала вода. Самолёт перешёл в крутое пикирование и рухнул прямо на жилой дом по адресу улица Гражданская, 45. Погибли 72 человека.